# ياماغوتشي هيساشي
ياماغوتشي هيساشي (باليابانية: 谷嵐久؛ بالكانا: たにあらし ひさし) هو ريكيشي ‏ ياباني، ولد في 16 أبريل 1952 في ناكاتسو في اليابان، وتوفي في 19 أكتوبر 2010.